# Langhügel von Tathwell
Der nichtmegalithische Langhügel von Tathwell liegt in der Mitte eines Feldes auf halbem Weg zwischen den Dörfern Stenigot und Tathwell, in Lincolnshire in England. Er ist in der Nähe von Cadwell Park, südwestlich von Tathwell von der Straße A153 aus sichtbar. 
Es ist ein etwa 32,0 Meter langer und bis zu 16,0 Meter breiter Südwest-Nordost orientierter trapezoider Hügel am Nordhang des Tales eines Nebenflusses des Lud. Er ist stark überwuchert und durch die Aktivität von Kaninchen geschädigt. Am südlichen Ende ist er 1,6 bis 2,0 Meter hoch, wobei seine Höhe im Norden auf weniger als einen halben Meter abnimmt.
Langhügel wurden als Erd- oder Trockensteinhügel meist mit flankierenden Gräben errichtet. Sie fungierten während der früh- und mittelneolithischen Periode (3400–2400 v. Chr.) als Grabmonumente.
In der Nähe von Tathwell liegen der Langhügel Bully Hill und die Rundhügel Bully Hills. 